# Rick Wohlhuter
Richard Charles „Rick” Wohlhuter (ur. 23 grudnia 1948 w miejscowości Geneva, w stanie Illinois) – amerykański lekkoatleta, średniodystansowiec, medalista olimpijski z Montrealu z 1976.
Ukończył studia na University of Notre Dame. Podczas studiów był dwukrotnym akademickim mistrzem Stanów Zjednoczonych (IC4A) w biegu na 880 jardów w 1971 i 1972. W 1972 zajął 2. miejsce w mistrzostwach USA (AAU) w biegu na 800 metrów za Dave’em Wottle’em i zakwalifikował się na igrzyska olimpijskie w 1972 w Monachium. Tam upadł w przedbiegu na 800 metrów i został wyeliminowany (zajął 4. miejsce w swoim biegu).
27 maja 1973 w Los Angeles Wohlhuter ustanowił rekord świata w biegu na 800 metrów czasem 1:44,0, a następnie w tym samym biegu na 880 jardów wynikiem 1:44,6. 8 czerwca 1974 w Eugene poprawił oba te rekordy osiągając czas 1:43,5 na 800 metrów i 1:44,1 na 880 jardów. Tylko rekordy na dystansie jardowym zostały oficjalnie uznane. 30 czerwca 1974 w Oslo Wohlhuter ustanowił rekord świata w biegu na 1000 metrów wynikiem 2:13,9. W 1973 zdobył mistrzostwo USA (AAU) w biegu na 880 jardów, a w 1974 w biegu na 800 metrów. Te osiągnięcia sprawiły, że w 1974 został wybrany Lekkoatletą Roku miesięcznika Track & Field News. W tym samym roku otrzymał również Nagrodę im. Jamesa E, Sullivana dla najlepszego amatorskiego sportowca Stanów Zjednoczonych.
Na igrzyskach olimpijskich w 1976 w Montrealu Wohlhuter zdobył brązowy medal w biegu na 800 metrów, a w finale biegu na 1500 metrów zajął 6. miejsce. Zakończył karierę lekkoatletyczną w 1977. Pracował potem jako kupiec oraz doradca ubezpieczeniowy.